# Ko Akuma Usagi no Koibumi to Machine Gun PV
Ko Akuma Usagi no Koibumi to Machine Gun PV är ett musikalbum av det japanska bandet An Cafe. Skivan är utgiven i Japan och innehåller fyra låtar: 
1. My Heart Leaps For "C"
2. Kawaiyu's RocК
3. Zetsubou
4. Nyappy in the World 4 ~Hannya kakyou no theme~